# Hunua Ranges
Die Hunua Ranges sind ein Hügelland etwa 50 km südöstlich von Auckland in Neuseelands Nordinsel. Sie erstrecken sich landeinwärts entlang der Westküste des Firth of Thames und haben eine Fläche von etwa 250 km², von denen 178 km² Naturparks sind. Die größte Höhe erreichen sie mit 688 m bei Kohukohunui. Auckland erhält einen großen Teil seines Wassers aus Reservoirs in den Hunua Ranges.
Sie sind nur wenig bevölkert und ein großer Teil liegt in den Waharau- und Hunua Ranges-Naturschutzparks. Einige Aucklander bezeichnen sie irrtümlich als Bombay Hills, dies ist aber eigentlich eine kleinere Hügelgruppe im Südwesten der Hunua Ranges.